# جکنیتا (نیومکزیکو)
جکنیتا (به انگلیسی: Jaconita) یک منطقهٔ مسکونی در ایالات متحده آمریکا است که در شهرستان سنتافه، نیومکزیکو واقع شده‌است. جکنیتا ۱٫۷ کیلومتر مربع مساحت و ۳۳۲ نفر جمعیت دارد و ۱٬۷۴۶ متر بالاتر از سطح دریا واقع شده‌است.